# سیارک ۱۸۹۹۳۰
سیارک ۱۸۹۹۳۰ (به انگلیسی: 189930 Jeanneherbert، نامگذاری:2003SR200) صد و هشتاد و نه هزار و نهصد و سی‌امین سیارک کشف شده‌است که در ۲۲ سپتامبر ۲۰۰۳ کشف شد.